# Drosophila neotrapezifrons
Drosophila neotrapezifrons är en tvåvingeart som beskrevs av Hassan Annegowda Ranganath, Nikam Balaji Krishnamurthy och Sridhar Narayan Hegde 1983. Drosophila neotrapezifrons ingår i släktet Drosophila och familjen daggflugor.
Artens utbredningsområde är Andamanerna.